# Michel Joelsas
Michel Joelsas (San Paolo del Brasile, 18 marzo 1995) è un attore brasiliano.

## Biografia
Michel Joelsas è figlio di un ebreo ortodosso. Nel 2006, a dieci anni, è stato scelto per dar volto al piccolo protagonista del film L'anno in cui i miei genitori andarono in vacanza. La pellicola, che ha riscosso un grande successo al botteghino, gli ha permesso di essere candidato a numerosi premi, tra cui lo Young Artist Award.
Durante gli anni del liceo ha soggiornato per motivi di studio in Israele e in Nuova Zelanda, ma ripromettendosi di riprendere poi la carriera di attore. Nella stagione televisiva 2011-12 è stato uno dei protagonisti di Julie - Il segreto della musica, serie prodotta in collaborazione tra Nickelodeon e Bandeirantes. Nel 2014 è stato scritturato da TV Globo per sostenere una parte nella ventiduesima stagione della soap opera Malhação.
Nel 2015 ha svolto il ruolo di Fabinho nel film È arrivata mia figlia!, affiancando la protagonista Regina Casé.

## Vita privata
Pratica numerosi sport: pallamano, nuoto, muay thai, boxe e calcio.

## Filmografia parziale

### Televisione
- Sulla bocca di tutti (2019)